# Pleomorfismo

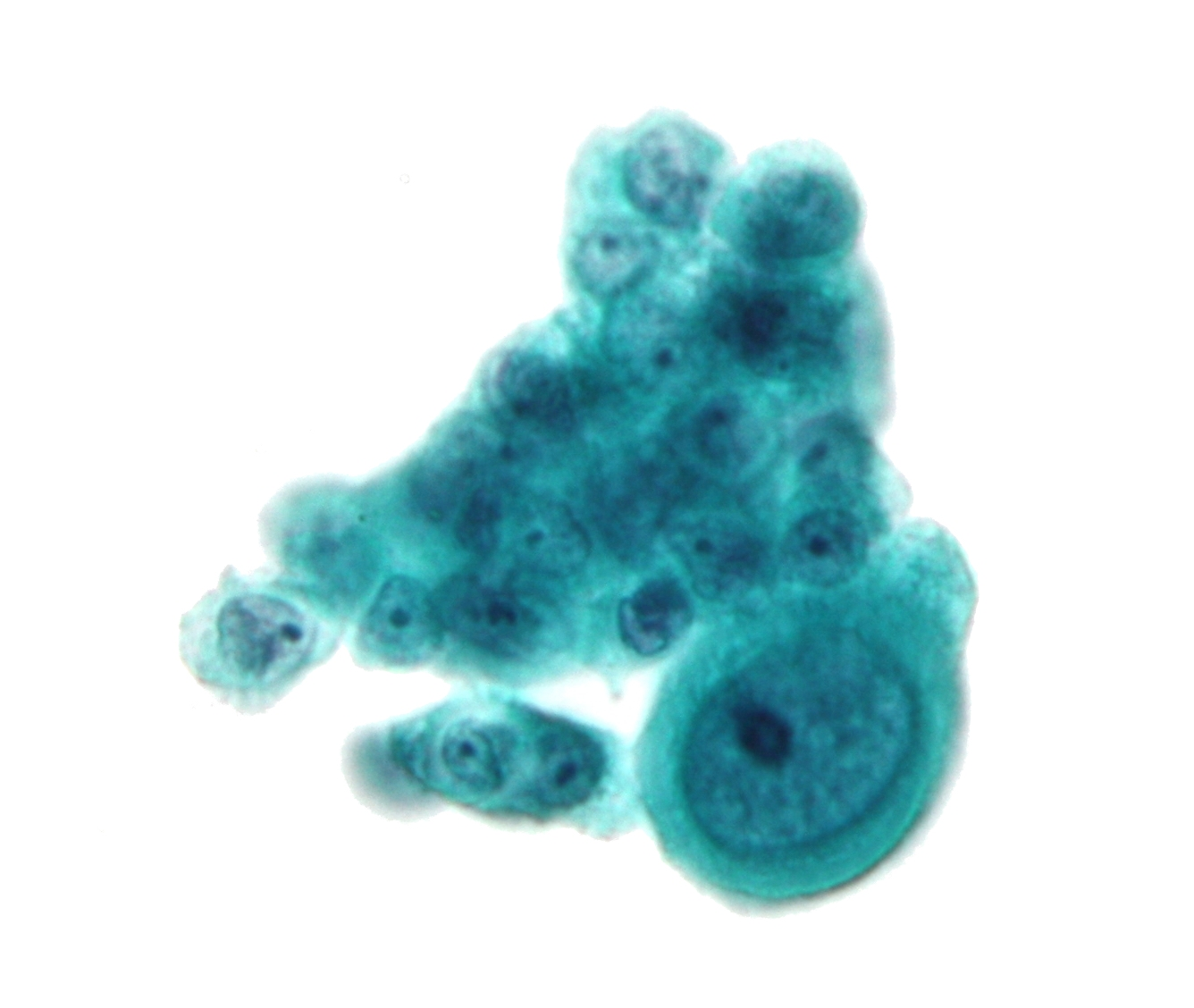
Carcinoma com importante pleiomorfismo.

Pleomorfismo (do grego antigo: pleiōn várias, morphē formas) se refere a capacidade de variar sua forma de acordo com o período do ciclo de vida/reprodutivo ou das condições ambientais.  Pode se referir a plantas, bactérias, vírus, tumores ou substâncias.
Não confundir com polimorfismo.

## Microbiologia
Diversas bactérias possuem mais de um estágio em seu ciclo, como por exemplo as dos gêneros Borrelia, Mycoplasma e Helicobacter. Helicobacter e Borrelia possuem uma fase espiral e uma fase cocoide. Vírus também exibem pleomorfismo, produzindo sucessores com envelopes proteicos com forma e características distintas, como é o caso dos Plasmaviridae.

## Citologia
Pode se referir a um grupo de células com variados tamanhos, formatos, que se tingem de formas distintas e núcleos. 
No caso de um tumor se refere ao comprometimento de diferentes tipos de células, por exemplo epitélio e submucosa. É característico de neoplasia maligna e displasias. 